# Brick by Brick
Brick by Brick – dziewiąty album solowy Iggy’ego Popa wydany 1990 roku przez wytwórnię Virgin Records. Album zajął 90. miejsce na liście przebojów Billboard 200 albums.

## Lista utworów
1. „Home” (ze Slashem) – 4:00
2. „Main Street Eyes” – 3:41
3. „I Won't Crap Out” – 4:02
4. „Candy” (z Kate Pierson) – 4:13
5. „Butt Town” – 3:34
6. „The Undefeated” – 5:05
7. „Moonlight Lady” – 3:30
8. „Something Wild” (z Johnem Hiattem) – 4:01
9. „Neon Forest” – 7:05
10. „Starry Night” – 4:05
11. „Pussy Power” – 2:47
12. „My Baby Wants to Rock and Roll” – 4:46
13. „Brick By Brick” – 3:30
14. „Livin' on the Edge of the Night” – 3:38

## Twórcy
- Iggy Pop - wokal, gitara, keyboard
- Slash - gitara w „Home"
- Duff McKagan - gitara basowa
- Waddy Wachtel - gitara
- Steve Jones - bas
- Kenny Aronoff - perkusja
- Charles Burns - okładka